# Landkreis Königsberg i. Pr.
| Landkreis Königsberg i. Pr. | Landkreis Königsberg i. Pr.                                       |
| --------------------------- | ----------------------------------------------------------------- |
| Preußische Provinz          | Ostpreußen (1818–1829) Preußen (1829–1878) Ostpreußen (1878–1939) |
| Regierungsbezirk            | Königsberg                                                        |
| Kreisstadt                  | Königsberg i. Pr.                                                 |
| Fläche                      | 1.022 km² (1910)                                                  |
| Einwohner                   | 45.054 (1910)                                                     |
| Bevölkerungsdichte          | 44 Einwohner/km² (1910)                                           |

Der Landkreis Königsberg i. Pr. war in den Jahren 1818 bis 1939 ein Landkreis im Regierungsbezirk Königsberg in Ostpreußen. Das Landratsamt war in der Stadt Königsberg i. Pr. 1910 hatte der Kreis auf einer Fläche von 1.022 km² 45.054 Einwohner.

## Geschichte

Der Kreis Schaaken (damalige Schreibweise Schaken) von 1752 bis 1818

Der Landkreis Königsberg i. Pr. (1890)

Der größte Teil des Gebiets des späteren Landkreises Königsberg gehörte seit der ostpreußischen Kreisreform von 1752 zum damaligen Kreis Schaaken. Dieser umfasste die alten ostpreußischen Hauptämter Schaaken, Fischhausen und Neuhausen. Im Jahre 1800 hatte der Kreis Schaaken eine Fläche von ca. 1920 km² sowie einschließlich der Stadt Königsberg 106.587 Einwohner.
Im Rahmen der preußischen Verwaltungsreformen ergab sich mit der „Verordnung wegen verbesserter Einrichtung der Provinzialbehörden“ vom 30. April 1815 die Notwendigkeit einer umfassenden Kreisreform in ganz Ostpreußen, da sich die 1752 eingerichteten Kreise als unzweckmäßig und zu groß erwiesen hatten. Zum 1. Februar 1818 wurde im Regierungsbezirk Königsberg der preußischen Provinz Ostpreußen aus dem östlichen Teil des Kreises Schaaken und dem nördlichen Teil des alten Kreises Brandenburg der neue Kreis Königsberg eingerichtet.
Zum Landkreis gehörte anfänglich das Gebiet der Kirchspiele Arnau, Borchersdorf, Haffstrom, Heiligenwalde, Juditten, Löwenhagen, Ludwigswalde, (Adlig) Neuendorf und Steinbeck, Neuhausen, Postnicken, Powunden, Ottenhagen, Quednau, Schaaken, Schönwalde und Seligenfeld.
Zum 1. April 1819 wurde das Gebiet der Kirchspiele Lichtenhagen und Mahnsfeld aus dem Kreis Kreuzburg in den Landkreis eingegliedert. Die Stadt Königsberg gehörte nicht zum Landkreis, sondern bildete zusammen mit ihrer nächsten Umgebung einen eigenen Stadtkreis.
Im Mai 1828 wurden die ländlichen Gebiete des Stadtkreises Königsberg in den Landkreis umgegliedert.
Seit dem 3. Dezember 1829 gehörte der Kreis zur neuen Provinz Preußen mit dem Sitz in Königsberg i. Pr. Seit dem 1. Juli 1867 gehörte der Kreis zum Norddeutschen Bund und ab dem 1. Januar 1871 zum Deutschen Reich. Nach der Teilung der Provinz Preußen in die neuen Provinzen Ostpreußen und Westpreußen wurde der Landkreis Königsberg i. Pr. am 1. April 1878 Bestandteil Ostpreußens.
Am 23. Oktober 1886 wurde die Besitzung Dichtenwalde aus dem Landkreis Königsberg i. Pr. in den Kreis Preußisch Eylau umgegliedert. Zum 1. Juli 1891 traten die Gutsbezirke Julienhöhe und Willmanns vom Landkreis Königsberg i. Pr. zum Kreis Labiau.
Zum 1. April 1905 wurden die Landgemeinden Ponarth und Tragheimsdorf sowie die Gutsbezirke Karolinenhof, Mühlenhof und Rosenau in die Stadt Königsberg eingemeindet. Am 16. Juni 1927 traten die Landgemeinden Cummerau, Devau, Juditten und Neuhufen sowie die Gutsbezirke Contienen, Friedrichswalde, Großer Exerzierplatz, Maraunenhof, Rathshof und Speichersdorf ebenfalls zur Stadt Königsberg. 
Am 30. September 1928 begann im Landkreis Königsberg i. Pr. entsprechend der Entwicklung im übrigen Freistaat Preußen eine Gebietsreform, bei der alle bisher selbstständigen Gutsbezirke aufgelöst und benachbarten Landgemeinden zugeteilt wurden. Am 15. November 1928 wurden dabei die Gutsbezirke Ballieth und Jerusalem sowie am 1. Januar 1929 die Gutsbezirke Groß Holstein und Spandienen in die Stadt Königsberg eingemeindet.
Entsprechend der Umbenennung der Stadt Königsberg führte auch der Landkreis ab 9. Januar 1936 den amtlichen Namen Königsberg (Pr).
Zum 1. April 1939 wurde der Landkreis aufgelöst. Die Gemeinden Adlig Neuendorf, Beydritten, Charlottenburg, Haffstrom, Lauth, Metgethen, Moditten, Prappeln, Quednau, Schönfließ, Seligenfeld und Stiegehnen in die Stadt Königsberg eingemeindet. Die Gemeinde Gunthenen wurde nach Korreynen und die Gemeinde Twergaiten nach Powunden eingemeindet. Alle restlichen Gemeinden kamen zum neuen Kreis Samland.
Gegen Ende des Zweiten Weltkriegs wurde das Kreisgebiet im Frühjahr 1945 von der Roten Armee besetzt und kam danach unter sowjetische Verwaltung. Heute gehört das ehemalige Kreisgebiet zum russischen Oblast Kaliningrad.

## Einwohnerentwicklung
| Jahr | Einwohner | Quelle |
| ---- | --------- | ------ |
| 1818 | 25.090    | [ 9 ]  |
| 1846 | 40.454    | [ 10 ] |
| 1871 | 48.218    | [ 11 ] |
| 1890 | 55.067    | [ 12 ] |
| 1900 | 62.112    | [ 12 ] |
| 1910 | 45.054    | [ 12 ] |
| 1925 | 50.991    | [ 12 ] |
| 1933 | 49.239    | [ 12 ] |

## Politik

### Landräte

#### Kreis Schaaken
- 1752–176100Carl Wilhelm von Massenbach[13]
- 1763–177000Friedrich Albrecht von Borck[13]
- 1770–177100Carl Friedrich Ludwig von Gaudi[13]
- 1771–180200Julius Wilhelm Albrecht von Ostau[13]
- 1803–181000Friedrich Ludwig von Bolschwing[13]

#### Landkreis Königsberg
- 1818–183800Friedrich Aegidius von Ostau
- 1838–185000Emil von Dönhoff (1800–1877)[14][15]
- 1838–185000Rudolf von Auerswald
- 1850–185100Jachmann (kommissarisch)
- 1851–185600von Wegnern
- 1856–186200Alfred Jachmann
- 1862–190000Otto Karl von Hüllessem-Meerscheidt
- 1900–190700Adolf Tortilowicz von Batocki-Friebe
- 1907–191600Manfred von Brünneck-Bellschwitz
- 1916–191700Tielsch (vertretungsweise)
- 1917–191800zu Solms-Laubach (kommissarisch)
- 1918–193300Konrad von der Goltz
- 1933–193400Paul Hoffmann (kommissarisch)
- 1934–193600Roland Siegel (kommissarisch)

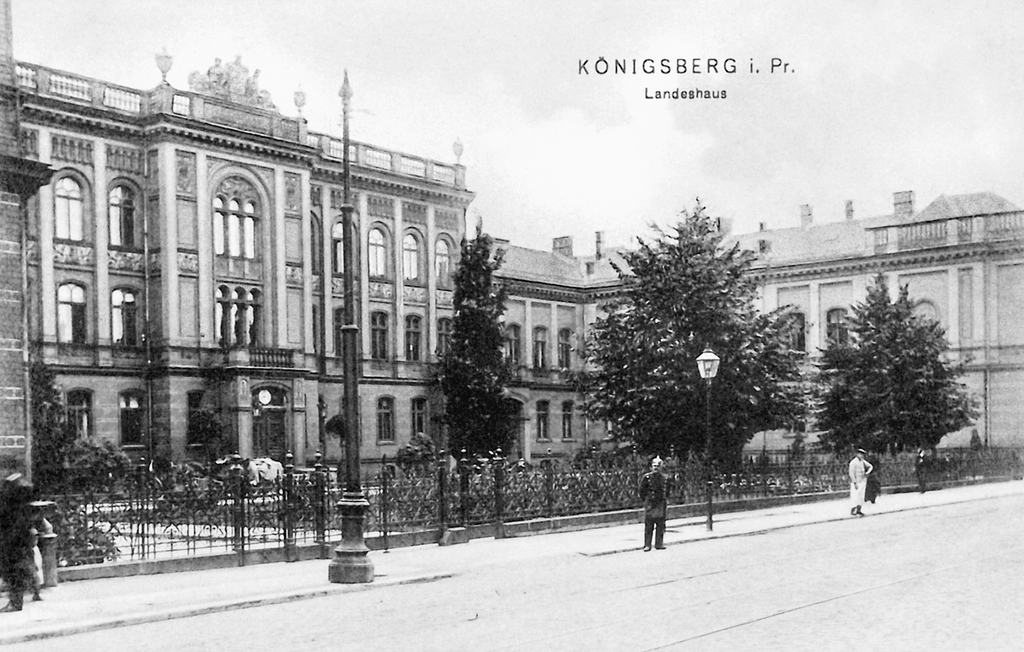
Landeshaus mit Landratsamt in Königsberg

- 1936–193900Klaus von der Groeben

### Landratsamt
Amtssitz war bis 1880 Schaaken, als in Königsberg das Gebäude in der Königstraße 56 erworben wurde. Eine Adelsfamilie hatte es um 1700 als Stadtwohnung gebaut. Es war etwa 30 m breit und stand wie die benachbarte Kreissparkasse unter Denkmalschutz. Die zum oberen Stockwerk führende Eichenholztreppe war mit Jagdmotiven, Ranken und Blättern reich verziert. Der Ankauf von Gelände schaffte ausreichend Platz für die bauliche Erweiterung. Nach dem Ersten Weltkrieg nahmen die Aufgaben der Kreisverwaltung ständig zu. 1939 umfassten die staatlichen und kommunalen Abteilungen fast 200 Bedienstete.

### Wahlen
Im Deutschen Kaiserreich bildete der Landkreis Königsberg zusammen mit dem Kreis Fischhausen den Reichstagswahlkreis Königsberg 4.

### Kommunalverfassung
Der Landkreis gliederte sich zunächst in Landgemeinden und – bis zu deren nahezu vollständigem Wegfall – in Gutsbezirke. Mit Einführung des preußischen Gemeindeverfassungsgesetzes vom 15. Dezember 1933 gab es ab dem 1. Januar 1934 eine einheitliche Kommunalverfassung für alle Gemeinden. Mit Einführung der Deutschen Gemeindeordnung vom 30. Januar 1935 trat zum 1. April 1935 die im Deutschen Reich gültige Kommunalverfassung in Kraft, wonach die bisherigen Landgemeinden nun als Gemeinden bezeichnet wurden. Diese waren in Amtsbezirken zusammengefasst. Eine neue Kreisverfassung wurde nicht mehr geschaffen; es galt weiterhin die Kreisordnung für die Provinzen Ost- und Westpreußen, Brandenburg, Pommern, Schlesien und Sachsen vom 19. März 1881.

## Gemeinden
Der Landkreis Königsberg umfasste am Ende seines Bestehens am 31. März 1939 109 Gemeinden und zwei unbewohnte Gutsbezirke:.
| - Adlig Neuendorf - Altenberg - Arnau - Aweyken - Bergau - Berthaswalde - Beydritten - Birkenwalde - Bledau - Borchersdorf - Brasdorf - Bulitten - Charlottenburg - Damerau - Dopsattel - Dorben - Dossitten - Eythienen - Friedrichstein - Frisches Haff, Gutsbezirk - Fuchsberg - Fuchshöfen - Gallgarben - Gamsau - Godrienen - Gollau - Groß Barthen - Groß Lindenau | - Groß Ottenhagen - Gunthenen - Gutenfeld - Haffstrom - Heidemaulen - Heidewaldburg - Heiligenwalde - Horst - Jäskeim - Jungferndorf - Kalkeim - Karmitten - Klein Ottenhagen - Knöppelsdorf - Kobbelbude - Konradswalde - Korreynen - Kraußen - Kropiens - Kuikeim - Kurisches Haff, Gutsbezirk - Langendorf - Lauth - Legden - Lichtenhagen - Liska-Schaaken - Lobitten - Löwenhagen | - Ludwigswalde - Mahnsfeld - Mandeln - Mantau - Maulen - Metgethen - Moditten - Molsehnen - Neu Lindenau - Neuendorf (Kurisches Haff) - Neuhausen - Neuhof - Nickelsdorf - Norgehnen - Palmburg - Perwissau - Pogauen - Poggenpfuhl - Postnicken - Powunden - Prappeln - Prawten - Quednau - Ramsen - Schaaksvitte - Schmiedehnen - Schönfließ - Schönmohr | - Schönwalde - Seewalde - Seligenfeld - Sperlings - Stantau - Steinbeck - Steinort - Stiegehnen - Sudnicken - Thiemsdorf - Trömpau - Trutenau - Twergaiten - Uggehnen - Waldau - Waldburg - Wardienen - Wargienen - Weißenstein - Wernsdorf - Wickbold - Willkeim - Willkühnen - Wolfsdorf - Worienen - Wundlacken - Ziegelau |

Vor 1939 aufgelöste Gemeinden
| - Altsitt, am 1. Oktober 1929 zu Norgehnen - Bollgehnen, 1897 in einen Gutsbezirk umgewandelt - Darienen, 1909 zum Gutsbezirk Bledau - Devau, am 16. Juni 1927 zur Stadt Königsberg - Dogehnen, am 1. Oktober 1935 zu Gallgarben - Friedrichswalde, am 1. Oktober 1929 zu Norgehnen - Fünflinden, am 1. April 1937 zu Mantau - Germehnen, 1895 zum Gutsbezirk Sudnicken - Ginthieden, am 1. Oktober 1935 zu Sudnicken - Groß Possindern, am 30. September 1928 zu Willkühnen - Heyde-Wundlacken, am 29. März 1906 zum Gutsbezirk Wundlacken - Juditten, am 16. Juni 1927 zur Stadt Königsberg - Kalthof, am 1. April 1905 zur Stadt Königsberg - Kirschappen, 1895 zum Gutsbezirk Sudnicken - Klein Barthen, am 1. April 1935 zu Birkenwalde - Kleinheide, am 1. April 1938 zu Neuhausen - Klein Hohenhagen, am 28. November 1906 zum Gutsbezirk Groß Barthen - Königlich Perwissau, am 4. September 1905 in einen Gutsbezirk umgewandelt - Köllmisch Wargienen, 1901 in einen Gutsbezirk umgewandelt - Königlich Gallgarben, am 30. September 1928 zu Gallgarben - Königlich Sudau, am 30. September 1928 zu Molsehnen - Konradsvitte, am 30. September 1928 zu Steinort - Kummerau, am 16. Juni 1927 zur Stadt Königsberg - Lawsken, am 1. April 1910 zu Juditten - Mittel Hufen, am 1. April 1905 zur Stadt Königsberg - Neidtkeim, am 30. September 1928 zu Dossitten - Neu Legden, am 30. September 1928 zu Legden - Neufitte, am 30. September 1928 zu Dorben | - Neuhufen, am 16. Juni 1927 zur Stadt Königsberg - Oblitten, am 30. September 1928 zu Heiligenwalde - Plöstwehnen, am 1. Oktober 1934 zu Willkeim - Ponarth, am 1. April 1905 zur Stadt Königsberg - Pregelswalde, am 30. September 1928 zu Spohr - Rachsitten, am 1. Januar 1935 zu Prawten - Reichenhagen, am 1. Januar 1935 zu Friedrichstein - Rogahnen, am 15. November 1928 zu Pogauen - Rosengarten, am 1. April 1935 zu Worienen - Sand bei Löwenhagen, am 30. September 1928 zu Groß Barthen - Sand bei Schaaken, am 30. September 1928 zu Schaaksvitet - Schäferei, am 22. April 1925 zu Seewalde - Seewiesen, am 1. April 1935 zu Birkenwalde - Sensen, am 1. Oktober 1934 zu Knöppelsdorf - Spohr, am 1. April 1936 zu Friedrichstein - Stangau, am 30. September 1928 zu Fuchshöfen - Steinbeckellen, am 1. Juli 1935 zu Horst - Stombeck, am 1. Oktober 1934 zu Willkeim - Tarpienen, am 30. September 1928 zu Molsehnen - Tragheimsdorf, am 1. April 1905 zur Stadt Königsberg - Trausitten, am 1. April 1938 zu Neuhausen - Tromitten, am 30. September 1928 zu Fünflinden - Tropitten, am 10. April 1911 in einen Gutsbezirk umgewandelt - Vorderhufen, am 1. April 1905 zur Stadt Königsberg - Wangitt, am 1. April 1938 zu Heyde-Waldburg - Wangnicken, am 4. März 1913 aufgelöst - Warthen, am 30. September 1928 zu Wundlacken |

Namensänderungen
- 1931 Königlich Neuendorf → Neuendorf (Kurisches Haff)
- 1938 Heyde-Maulen → Heidemaulen
- 1938 Heyde-Waldburg → Heidewaldburg